# 足立原茂徳
足立原 茂徳（あだちはら しげのり、1921年〈大正10年〉2月12日 - 2002年〈平成14年〉3月16日）は、昭和から平成時代の政治家。神奈川県厚木市長。

## 経歴
厚木市出身。旧制厚木中学校（現神奈川県立厚木高等学校）第32回卒業
。1949年（昭和24年）東京文理科大学文学部東洋史学科を卒業し、母校の厚木高等学校教諭となる。その後、青少年センター館長、県教育副参事、社会教育課長などを歴任し、1973年（昭和48年）厚木市助役に就任。
1979年（昭和54年）以来、厚木市長に4選した。1992年（平成4年）厚木テレコムタウンの推進母体である厚木テレコムパークの初代社長に就任。1995年（平成7年）引退した。
在職中は「教育文化都市」を掲げ市内の全小中学校にプール、体育館を設けたほか中央図書館、荻野運動公園を建設。また全国で初めての小中学生の宿泊体験施設である七沢自然教室を開設した。また、中華人民共和国の揚州市やアメリカ合衆国コネチカット州のニューブリテン市、秋田県横手市と友好都市を締結した。
2002年（平成14年）3月16日、脳梗塞のため厚木市中町の病院で死去した。

## 栄典
勲章等
- 1995年（平成7年） - 勲三等瑞宝章[1]

## 親族
- 弟：足立原明文（トピー工業社長）[1]